# Drosophila megaspis
Drosophila megaspis är en tvåvingeart som beskrevs av Mario Bezzi 1908. Drosophila megaspis ingår i släktet Drosophila och familjen daggflugor.
Artens utbredningsområde är Etiopien.